# Kijowski Specjalny Okręg Wojskowy
Kijowski Specjalny Okręg Wojskowy (ros. Киевский Особый военный округ, КОВО) – ogólnowojskowy, operacyjno-terytorialny związek Sił Zbrojnych ZSRR istniejący w latach 1938–1941.

## Historia
Utworzony rozkazem Ludowego Komisariatu Obrony nr 0152 z 26 lipca 1938 poprzez przemianowanie Kijowskiego Okręgu Wojskowego. Sztab znajdował się w Kijowie.  W czasie niemieckiego ataku na Związek Radziecki, przeciw wojskom Kijowskiego Okręgu Wojskowego III Rzesza planowała użyć 6 i 17 Armii oraz 1 Armii Pancernej. Około 20.06.1941 na bazie dowództwa okręgu utworzone zostało dowództwo Frontu Południowo-Zachodniego.
Okręg rozformowano na podstawie rozkazu „Stawki” z dnia 10.10.1941. Oddziały okręgu zostały wcielone w skład Frontu Południowo-Zachodniego.

## Siły okręgu
21czerwca 1941 w skład okręgu wchodziły:
- 5 Armia,
- 6 Armia,
- 12 Armia,
- 26 Armia,
- rezerwa okręgu:
  - 31 Korpus Strzelecki,
  - 36 Korpus Strzelecki,
  - 37 Korpus Strzelecki,
  - 49 Korpus Strzelecki,
  - 55 Korpus Strzelecki,
  - 9 Korpus Zmechanizowany,
  - 15 Korpus Zmechanizowany,
  - 19 Korpus Zmechanizowany,
  - 24 Korpus Zmechanizowany,
  - 5 Korpus Kawalerii,
- siły powietrzne okręgu:
  - 44 Dywizja Lotnictwa Myśliwskiego,
  - 64 Dywizja Lotnictwa Myśliwskiego,
  - 19 Dywizja Lotnictwa Bombowego,
  - 62 Dywizja Lotnictwa Bombowego,
  - 14 Mieszana Dywizja Lotnicza,
  - 15 Mieszana Dywizja Lotnicza,
  - 16 Mieszana Dywizja Lotnicza,
  - 17 Mieszana Dywizja Lotnicza,
  - 63 Mieszana Dywizja Lotnicza,
  - 36 Dywizja lotnictwa Myśliwskiego  Obrony Powietrznej,
  - 315 Lotniczy pułk rozpoznawczy,
  - 316 Lotniczy pułk rozpoznawczy,
- oddziały przeciwlotnicze,
- służby tyłów,
- szkolnictwo wojskowe i inne.

W czerwcu 1941 roku w składzie wojsk okręgu znajdowało się 5 465 czołgów, w tym 3 945 w Korpusach Zmechanizowanych.

## Oficerowie dowództwa Okręgu
Dowódcy Okręgu
- Komandarm 2 rangi Siemion Timoszenko: 26.07.1938 - 7.06.1940,
- generał armii Gieorgij Żukow: 7.06.1940 (rozkaz LKO nr 02469) - 14.01.1941 (rozkaz LKO nr 0145),
- generał pułkownik Michaił Kirponos: 14 stycznia 1941 (rozkaz LKO nr 0145) - ok. 20.06.1941,
- generał porucznik Wsiewołod Jakowlew: 06.1941 - 10.09.1941.

Członkowie Rady Wojskowej
- komisarz korpuśny (od 1940) Nikołaj Waszutin: 16 listopada 1940 (rozkaz LKO nr 05016) - ?

Szefowie sztabu
- gen. por. (od 1940) Maksim Purkajew: 26 lipca 1940 (rozkaz LKO nr 0090) - ?.